# اوکراینی‌ها در پرتغال
اوکراین با ۴۴٬۰۷۴ نفر جمعیت، دومین جامعهٔ خارجی ساکن در پرتغال را تشکیل می‌دهند.
بیشتر اوکراینی‌ها در پرتغال کارهایی با مهارت کم و دستمزد پایین انجام می‌دهند مانند خدمات نظافتی، ساخت و ساز، ساخت و تولید، صنایع، حمل و نقل، خدمات، خدمات هتل‌ها و رستوران‌ها. با توجه به بررسی‌های اخیر مشخص شده که برخی از کارگران اوکراینی مدارک دانشگاهی نیز دریافت کرده‌اند.